# Arrondissement de Sedan
L'arrondissement de Sedan est une division administrative française, située dans le département des Ardennes et la région Grand Est.

## Composition

### Composition avant 2015
Liste des cantons de l'arrondissement de Sedan
- canton de Carignan ;
- canton de Mouzon ;
- canton de Raucourt-et-Flaba ;
- canton de Sedan-Est ;
- canton de Sedan-Nord ;
- canton de Sedan-Ouest.

### Découpage communal depuis 2015
Depuis 2015, le nombre de communes des arrondissements varie chaque année soit du fait du redécoupage cantonal de 2014 qui a conduit à l'ajustement de périmètres de certains arrondissements, soit à la suite de la création de communes nouvelles. Le nombre de communes de l'arrondissement de Sedan est ainsi de 79 en 2015, 76 en 2016 et 73 en 2017.
Le 1er janvier 2024, La Moncelle intègre la commune de Bazeilles par arrêté préfectoral du 14 septembre 2023 et en devient une commune déléguée. Le nombre de communes passe de 73 à 72.
Au 1er janvier 2024, l'arrondissement groupe les 72 communes suivantes :
1. Angecourt
2. Artaise-le-Vivier
3. Auflance
4. Autrecourt-et-Pourron
5. Balan
6. Bazeilles
7. Beaumont-en-Argonne
8. La Besace
9. Bièvres
10. Blagny
11. Brévilly
12. Bulson
13. Carignan
14. La Chapelle
15. Chémery-Chéhéry
16. Cheveuges
17. Daigny
18. Les Deux-Villes
19. Donchery
20. Douzy
21. Escombres-et-le-Chesnois
22. Euilly-et-Lombut
23. La Ferté-sur-Chiers
24. Fleigneux
25. Floing
26. Francheval
27. Fromy
28. Givonne
29. Glaire
30. Haraucourt
31. Herbeuval
32. Illy
33. Létanne
34. Linay
35. Maisoncelle-et-Villers
36. Malandry
37. Margny
38. Margut
39. Matton-et-Clémency
40. Messincourt
41. Mogues
42. Moiry
43. Le Mont-Dieu
44. Mouzon
45. La Neuville-à-Maire
46. Noyers-Pont-Maugis
47. Osnes
48. Pouru-aux-Bois
49. Pouru-Saint-Remy
50. Puilly-et-Charbeaux
51. Pure
52. Raucourt-et-Flaba
53. Remilly-Aillicourt
54. Sachy
55. Sailly
56. Saint-Aignan
57. Saint-Menges
58. Sapogne-sur-Marche
59. Sedan
60. Signy-Montlibert
61. Stonne
62. Tétaigne
63. Thelonne
64. Tremblois-lès-Carignan
65. Vaux-lès-Mouzon
66. Villers-devant-Mouzon
67. Villers-sur-Bar
68. Villy
69. Vrigne aux Bois
70. Wadelincourt
71. Williers
72. Yoncq

## Démographie
En 2022, l'arrondissement comptait 56 363 habitants.
| 1968   | 1975   | 1982   | 1990   | 1999   | 2006   | 2011   | 2016   | 2021   |
| ------ | ------ | ------ | ------ | ------ | ------ | ------ | ------ | ------ |
| 67 157 | 68 240 | 66 837 | 63 614 | 62 096 | 62 129 | 60 725 | 58 136 | 56 483 |

| 2022   | - | - | - | - | - | - | - | - |
| ------ | - | - | - | - | - | - | - | - |
| 56 363 | - | - | - | - | - | - | - | - |

## Sous-préfets
| Période      | Période | Identité                     | Fonction précédente              | Observation |
| ------------ | ------- | ---------------------------- | -------------------------------- | ----------- |
| ...          |         |                              |                                  |             |
| 1860         | ...     | Joseph-Eugène Amelin         |                                  |             |
| ...1868      |         | Baron Victor Augustin Petiet | 1856-1861 Sous-préfet de Lorient |             |
| 2 avril 1904 | ...     | Louis Thibon                 |                                  |             |
| ...          |         |                              |                                  |             |